# Бечеј
Бечеј (раније Стари Бечеј) је градско насеље у Србији и седиште истоимене општине у Јужнобачком управном округу. Према попису из 2022. било је 19.492 становника. Економски је центар на средњем току Тисе кроз Србију. Налази се на важном путу који повезује Нови Сад и Суботицу. Град се први пут спомиње 1091. године.

## Називи
Бечеј је познат по још неким називима на другим језицима: мађ. Óbecse,  , тур. Beçe, рум. Becei.

## Географија
На десној обали Тисе је од давнина велико насеље панонског типа, један од највећих у Потисју, привредно, друштвено и културно средиште овог дела Војводине — Бечеј. У општини Бечеј су следећа насеља: Бачко Петрово Село, Бачко Градиште, Радичевић и насеље Милешево. Бечеј је на погодном географском положају, на раскршћу путева, на вештачким каналима и реци Тиси.

## Историја
Бечеј, на бачкој страни, некада Стари Бечеј, настао је из Тврђаве на ади Тисе, која је спајала насеља на левој и десној обали реке. На територији данашње општине, приликом археолошких ископавања, нађени су предмети из ранијих епоха људског друштва. На основу до сада обављених истраживања и нађеног материјала, зна се да је ово подручје било насељено од петог миленијума п. н. е., односно од старијег неолита. На месту данашњег града и у његовој околини живот се одвијао кроз готово све праисторијске културе и периоде. Нађена су насеља из неолита, енеолита, бронзаног доба као и насеља гвозденог доба, све до историјског периода.
Почетком нове ере територију су настанили Сармати. Током Велике сеобе народа кроз ову територију су насељавала многа племена задржавајући се дуже или краће на једном месту остављајући куће и гробове. Најбројније остатке из тог периода оставили су Авари између 6. и 9. века који су у гробовима својих покојника често остављали богате прилоге.
Бечеј се први пут помиње 1091. године. Као утврђење Бечеј се спомиње 1238. године када је угарски краљ Бела IV својом даровницом поклонио Бечеј у посед калуђерима крсташима из Столног Београда. Северно од Бечеја налазило се насеље Перлек, које је заживело још у 11—12. веку. Према турским тефтерима помиње се као насеље још 1650. године, али је 1698. године без становника.
Археолошким ископавањем у овом насељу нађен је читав низ објеката: полуукопане земунице, силоси, отпадне јаме, бунари и ровови. Најлепши предмети који су нађени на овом локалитету налазе се данас у холу фабрике „Карбо-Диоксид“, која се после приватизације зове Линде, где је направљена мала изложба.
У 15. веку био је посед српског деспота Ђурђа Бранковића. До средине 16. века Бечеј је променио десетак феудалних господара у оквиру феудалне Угарске.
Османски везир Мехмед-паша Соколовић осваја га 1551. и под турском влашћу остаје до 1687. године. Након великог аустријско-турског рата крајем 17. века, Велике сеобе Срба под Арсенијем III Чарнојевићем и склапања мира у Сремским Карловцима 1699. ово подручје долази под аустријску власт. Да би осигурала своје царство од упада Османлија, аустријска влада дуж нових граница оснива Потиско–поморишку војну границу. Од 1702. до 1751. град је припадао Потиско-поморишкој војној граници Хабзбуршке монархије.
После Аустријско-турског рата из 1717. и склапања мира у Пожаревцу исте године, Турци су изгубили Банат, а самим тим престаје потреба за постојањем Потиске границе. Тадашње жупанијске власти тражиле су укидање привилегије граничара, чему су се ови жестоко супротстављају. Након укидања овог дела Војне границе, многи Срби који су живели у граду одлазе у Русију. Да би умирила граничаре, аустријска влада је 1751. основала Потиско-крунски округ (дистрикт) са седиштем у Бечеју. Дистрикт је постојао од 1751. до 1848. Троје привилегија је дато дистрикту 1759, 1774. и 1800. Прва привилегија дистрикту је дефинисала статус његове аутономије, док је друга дозволила Мађарима да се населе у дистрикту. У периоду који је следио Мађари су заменили Србе као већински народ у граду. У то време долази до повећања броја становника, тако по попису из 1820. у њему живи 8.357 становника. Према попису из 1910, становништво Бечеја је бројало 54.275 лица, од којих је 30.465 говорило мађарским, а 22.821 српским језиком. У њему било четрнаест потиских општина.
У месту је почетком априла 1854. године избио велики пожар у којем је изгорело 200 кућа. Пожара је у исто време било и у околини — Ади, Бачком Петровом селу и Гложану. Новосадски лист "Србски дневник" се обраћао јавности са апелима да се помогне бечејској сиротињи.
У периоду од близу једног века постојања дистрикта у Бечеју се развило занатство, трговина и друге привредне и друштвене делатности и он постаје политички и културни центар средњег Потисја. Бечеј ће у саставу аустроугарске царевине остати до краја Првог светског рата 1918, када ово крајеви улазе у састав Краљевине Срба, Хрвата и Словенаца. Бечеј је припадао Београдској области, а од 1929. Дунавској бановини.
Између два светска рата у настаје тешка индустрија Бечеју са око 1500 радника и тај број се неће значајније мењати. У новембру 1924. је завршен споменик краљу Петру Првом. После Другог светског рата, Бечеј је и даље среско место све до 1955. када је припојен врбашком, а те године прелази у новосадски срез, до 1966. када су укинути срезови. Године 1955. Милешево и Радичевић улазе у састав општине Бечеј, а 1960. и Бачко Градиште и Бачко Петрово Село. Таква административна подела постоји и данас.

## Демографија
У насељу Бечеј живи 20.547 пунолетних становника, а просечна старост становништва износи 39,5 година (37,9 код мушкараца и 41,1 код жена). У насељу има 9.614 домаћинстава, а просечан број чланова по домаћинству је 2,66 (попис 2002).
Становништво у овом насељу веома је нехомогено, а у последња три пописа, примећен је пад у броју становника.
|             | \| Демографија[3] \| Демографија[3] \| Демографија[3] \| \| Година \| Становника \| Становника \| \| -------------- \| -------------- \| -------------- \| \| 1948. \| 22.944 \| \| \| 1953. \| 23.322 \| \| \| 1961. \| 24.963 \| \| \| 1971. \| 26.722 \| \| \| 1981. \| 27.102 \| \| \| 1991. \| 26.634 \| 26.301 \| \| 2002. \| 25.774 \| 26.462 \| \| 2011. \| 23.895 \| \| |            |
| Демографија | |            |
| Година      | Становника | Становника |
| 1948.       | 22.944 |            |
| 1953.       | 23.322 |            |
| 1961.       | 24.963 |            |
| 1971.       | 26.722 |            |
| 1981.       | 27.102 |            |
| 1991.       | 26.634 | 26.301     |
| 2002.       | 25.774 | 26.462     |
| 2011.       | 23.895 |            |

| Етнички састав према попису из 2011.‍ | Етнички састав према попису из 2011.‍ | Етнички састав према попису из 2011.‍ | Етнички састав према попису из 2011.‍ | Етнички састав према попису из 2011.‍ |
| ------------------------------------ | ------------------------------------ | ------------------------------------ | ------------------------------------ | ------------------------------------ |
|                                      |                                      |                                      |                                      |                                      |
| Срби                                 | Срби                                 |                                      | 10.574                               | 44,25%                               |
| Мађари                               | Мађари                               |                                      | 10.323                               | 43,20%                               |
| Роми                                 | Роми                                 |                                      | 337                                  | 1,41%                                |
| Југословени                          | Југословени                          |                                      | 228                                  | 0,95%                                |
| Хрвати                               | Хрвати                               |                                      | 197                                  | 0,82%                                |
| Црногорци                            | Црногорци                            |                                      | 75                                   | 0,31%                                |
| Муслимани                            | Муслимани                            |                                      | 63                                   | 0,26%                                |
| Албанци                              | Албанци                              |                                      | 60                                   | 0,25%                                |
| Македонци                            | Македонци                            |                                      | 44                                   | 0,18%                                |
| Немци                                | Немци                                |                                      | 28                                   | 0,11%                                |
| Словаци                              | Словаци                              |                                      | 22                                   | 0,09%                                |
| Русини                               | Русини                               |                                      | 13                                   | 0,05%                                |
| Украјинци                            | Украјинци                            |                                      | 13                                   | 0,05%                                |
| Бошњаци                              | Бошњаци                              |                                      | 10                                   | 0,04%                                |
| Буњевци                              | Буњевци                              |                                      | 10                                   | 0,04%                                |
| Словенци                             | Словенци                             |                                      | 9                                    | 0,03%                                |
| Бугари                               | Бугари                               |                                      | 6                                    | 0,02%                                |
| Горанци                              | Горанци                              |                                      | 6                                    | 0,02%                                |
| Руси                                 | Руси                                 |                                      | 6                                    | 0,02%                                |
| Румуни                               | Румуни                               |                                      | 5                                    | 0,02%                                |
| остали                               | остали                               |                                      | 43                                   | 0,18%                                |
| Регионална припадност                | Регионална припадност                |                                      | 448                                  | 1,87%                                |
| неизјашњени                          | неизјашњени                          |                                      | 1.272                                | 5,32%                                |
| непознато                            | непознато                            |                                      | 101                                  | 0,42%                                |
| укупно: 23.895                       |                                      |                                      |                                      |                                      |

| \| \| м \| \| \| ж \| \| ? \| 29 \| \| \| 43 \| \| 80+ \| 154 \| \| \| 362 \| \| 75—79 \| 266 \| \| \| 499 \| \| 70—74 \| 468 \| \| \| 646 \| \| 65—69 \| 647 \| \| \| 796 \| \| 60—64 \| 692 \| \| \| 820 \| \| 55—59 \| 747 \| \| \| 834 \| \| 50—54 \| 950 \| \| \| 976 \| \| 45—49 \| 1.053 \| \| \| 1.107 \| \| 40—44 \| 910 \| \| \| 900 \| \| 35—39 \| 824 \| \| \| 850 \| \| 30—34 \| 855 \| \| \| 816 \| \| 25—29 \| 874 \| \| \| 813 \| \| 20—24 \| 985 \| \| \| 870 \| \| 15—19 \| 897 \| \| \| 848 \| \| 10—14 \| 787 \| \| \| 753 \| \| 5—9 \| 746 \| \| \| 703 \| \| 0—4 \| 641 \| \| \| 613 \| \| Просек : \| 37,9 \| \| \| 41,1 \| |       |  |  |       |
| |       |  |  |       |
| | м     |  |  | ж     |
| ? | 29    |  |  | 43    |
| 80+ | 154   |  |  | 362   |
| 75—79 | 266   |  |  | 499   |
| 70—74 | 468   |  |  | 646   |
| 65—69 | 647   |  |  | 796   |
| 60—64 | 692   |  |  | 820   |
| 55—59 | 747   |  |  | 834   |
| 50—54 | 950   |  |  | 976   |
| 45—49 | 1.053 |  |  | 1.107 |
| 40—44 | 910   |  |  | 900   |
| 35—39 | 824   |  |  | 850   |
| 30—34 | 855   |  |  | 816   |
| 25—29 | 874   |  |  | 813   |
| 20—24 | 985   |  |  | 870   |
| 15—19 | 897   |  |  | 848   |
| 10—14 | 787   |  |  | 753   |
| 5—9 | 746   |  |  | 703   |
| 0—4 | 641   |  |  | 613   |
| Просек : | 37,9  |  |  | 41,1  |

| Година пописа     | 1948. | 1953. | 1961. | 1971. | 1981. | 1991. | 2002. |
| ----------------- | ----- | ----- | ----- | ----- | ----- | ----- | ----- |
| Број домаћинстава | 7.193 | 7.803 | 8.579 | 9.342 | 9.962 | 9.735 | 9.614 |

| Број чланова      | 1     | 2     | 3     | 4     | 5   | 6   | 7  | 8  | 9 | 10 и више | Просек |
| ----------------- | ----- | ----- | ----- | ----- | --- | --- | -- | -- | - | --------- | ------ |
| Број домаћинстава | 2.299 | 2.579 | 1.955 | 1.977 | 576 | 169 | 39 | 14 | 4 | 2         | 2,66   |

| Пол    | Укупно | Неожењен/Неудата | Ожењен/Удата | Удовац/Удовица | Разведен/Разведена | Непознато |
| ------ | ------ | ---------------- | ------------ | -------------- | ------------------ | --------- |
| Мушки  | 10.351 | 3.222            | 6.056        | 488            | 576                | 9         |
| Женски | 11.180 | 2.219            | 6.114        | 2.080          | 759                | 8         |
| УКУПНО | 21.531 | 5.441            | 12.170       | 2.568          | 1.335              | 17        |

| Пол    | Укупно                    | Пољопривреда, лов и шумарство | Рибарство                            | Вађење руде и камена | Прерађивачка индустрија       |
| ------ | ------------------------- | ----------------------------- | ------------------------------------ | -------------------- | ----------------------------- |
| Мушки  | 5.680                     | 1.805                         | 18                                   | 44                   | 1.932                         |
| Женски | 3.565                     | 633                           | 1                                    | 8                    | 1.077                         |
| Укупно | 9.245                     | 2.438                         | 19                                   | 52                   | 3.009                         |
|        |                           |                               |                                      |                      |                               |
| Пол    | Производња и снабдевање   | Грађевинарство                | Трговина                             | Хотели и ресторани   | Саобраћај, складиштење и везе |
| Мушки  | 78                        | 175                           | 660                                  | 74                   | 216                           |
| Женски | 22                        | 17                            | 601                                  | 95                   | 54                            |
| Укупно | 100                       | 192                           | 1.261                                | 169                  | 270                           |
|        |                           |                               |                                      |                      |                               |
| Пол    | Финансијско посредовање   | Некретнине                    | Државна управа и одбрана             | Образовање           | Здравствени и социјални рад   |
| Мушки  | 44                        | 91                            | 133                                  | 101                  | 63                            |
| Женски | 123                       | 87                            | 136                                  | 249                  | 291                           |
| Укупно | 167                       | 178                           | 269                                  | 350                  | 354                           |
|        |                           |                               |                                      |                      |                               |
| Пол    | Остале услужне активности | Приватна домаћинства          | Екстериторијалне организације и тела | Непознато            | Непознато                     |
| Мушки  | 146                       | 2                             | 0                                    | 98                   | 98                            |
| Женски | 121                       | 11                            | 0                                    | 39                   | 39                            |
| Укупно | 267                       | 13                            | 0                                    | 137                  | 137                           |

## Култура
У граду су занимљиви архитектонски споменици, монументалне цркве, од којих се у православној истиче иконостас, рад Уроша Предића. На Тиском шеталишту је велики Споменик слободи (Кристина Виткијевић Плавска), обележје револуционарне борбе становника овог града у Другом светском рату. У Бачком Петровом Селу је знаменит иконостас, рад Теодора Илића Чешљара.
Недалеко од Бечеја налази се дворац који је припадао породици Дунђерски који су били земљопоседници, а који је сада преуређен у хотел и ресторан под именом Фантаст, који се налази у власништву пољопривредног комбината ПИК Бечеј. У капели поред дворца налазе се иконостаси Уроша Предића.

### Култура и културна догађања
Културна делатност општине одвија се преко четири организације: Народне библиотеке, Градског музеја, Историјског архива и Центра за културу.
Народна библиотека је најстарија установа из ове области. Основана је 1863. године. Својом делатношћу покрива сва места општине, а располаже са 80.000 књига. Градски музеј је установа завичајног карактера, основан је 1953. године. Током свог постојања се развијао и проширивао своју делатност, тако да је сада заступљена археологија, историја, ликовно стваралаштво, етнологија, природа, нумизматика и друго. У организацији Музеја, 1954. године је основана и Уметничка колонија Бечеј, која је дала знатан допринос на обогаћивању ликовне збирке.
Историјски архив Сента, Одсек за историјску грађу Бечеј бави се проналажењем и заштитом докумената који су значајни за реконструисање наше даље и ближе прошлости. Центар за културу је организатор аматерске делатности у општини. У оквиру њега делују ансамбл народних песама и игара „Ђидо”, „Тиса”, „Лоле”, затим ликовна секција, позоришна, млада драмска секција, рецитаторска, итд.
Почетком 90-их година оформљен је културни покрет под именом „Итака”, он је замишљен као иницијатор културног „буђења” младих људи у Бечеју, у оквиру „Итаке” почеле су са радом многе радионице, као што су драмска, ликовна, организоване су јавне трибине на разне актуелне теме, у Бечеју су гостовали тада још неафирмисани млади глумци са својим представама.
За Бечеј је веома значајна манифестација Мајске игре — смотра дечјег стваралаштва Србије. У Бечеју се одвија и уметничко такмичење средњошколске омладине на мађарском језику.
- Народна библиотека Бечеј
- Градски музеј Бечеј
- Споменик у градском парку
- Дворац Фантаст
- Дворац Фантаст
- Техничка школа
- Споменик палим борцима

## Културно-историјски споменици
Бечеј је град стар више од 900 година. У њему се налазе бројни културно-историјски споменици. У самом центру града својом монументалношћу се издваја српска православна црква. Подигнута је 1858. године, а рађена је у византијском стилу. У цркви се нарочито истиче високи иконостас са класицистичко-романтичарским декорацијама и са 63 иконе, које је радио познати академски сликар Урош Предић.
У центру града је и католичка црква која је свој садашњи облик добила 1830. године. То је једнобродна грађевина, полукружне апсиде на северу, издужене основе и са звоником на чеоној страни. Поседује две олтарске слике познатог мађарског сликара Мора Тана, рођеног 1828. године у Бечеју.
Тргом доминира и спратна зграда општине из 1881. године, а уз њу се налази задужбина баронесе Еуфемије Јовић из 1894. године, које је изграђена у сецесионистичком стилу. Две зграде од 1902. године чине једну целину, тако да се фасада Скупштине општине Бечеј према тргу протеже у дужини од преко 60 метара.
Трг окружују и некадашња основна школа (данас средња машинска) из 1861. године, спратна зграда бившег хотела „Централ” (сада Центар за културу и средња Економско-трговачка школа), зграда штампарије „Пролетер” (бивша Потиска штедионица), канцеларије „Фадип” (некада Ајфелова, затим Комаромијева кућа из 1901. године) и кућа Богдана Дунђерског из 1904. године.
Вредно пажње представља и устава на ушћу Великог бачког канала у Тису. Брана је рађена по плановима Хајнца Алберта, техничког директора канала, у периоду од 1895. до 1900. године. Постоји вероватноћа да је конструкција овог објекта изашла из Ајфелове радионице. Шлајзови су урађени на електрични погон. Струју за њихов рад производила је хидроцентрала која је направљена непосредно поред њих. Ова устава је била једна од најсавременијих у свету у то време.
- Српска православна црква Светог Ђорђа
- Католичка црква
- Градска кућа
- Економско-трговинска школа
- Техничка школа
- Родне куће браће Тан

## Образовање
Према историјским подацима прва српска основна школа основана је у Бечеју 1703. године, а мађарска 1765. године. Дечје забавиште на мађарском језику основано је 1881. године, а на српском језику 1887. године. Прва средња школа је занатска која почиње са радом 1883. године. У Бечеју се од специјална школа за децу заосталу у развоју, нижа музичка школа, гимназија, економска-трговачка школа и машинска школа.
- Техничка школа
- Основна школа Здравко Гложански
- Економско-трговинска школа

## Привреда
У општини је најразвијенија пољопривреда. У околини Бечеја су богата ловишта и позната излетишта, чарде на Тиси, а у самом насељу је Бечејска бања (1904) — Центар за рехабилитацију ткзв. Јодна бања.
Град и општина Бечеј свој развој највише дугују типичним равничарским богатствима: плодној земљи, водном фонду, земном гасу и изворима термалне воде. Отуда је пољопривреда (на 44000 ha изузетно квалитетне земље) заузела прво место у привредном успону општине Бечеј. Повољни климатски услови, близина реке Тисе, канала Дунав—Тиса—Дунав и традиционална наклоњеност становништва ка пољопривреди утиснули су свој специфични печат. Као логична последица природних и социо-културних потенцијала развија се и агроиндустријски комплекс који чини темељ укупне индустријске производње. Ту се првенствено мисли на ПИК Бечеј (Пољопривредно- индустријски комбинат), који се осим ратарстава и сточарства бави и прерадом поврћа и воћа у својој радној јединици „Флора-Бечеј“, дорадом семена, а као посебно предузеће се издвојила „Пивара Бечеј“.
Прерадом метала се бавила некада чувена фабрика аутомобилских делова и опреме „Фадип“, дрвета фабрика намештаја „8. октобар“, соје надалеко чувена фабрика „Сојапротеин“, фабрика сточне хране „Бечејка“, фабрика грађевинског материјала „Фит“ и Фабрика четака Тиса.
Поред скоро свих грана привреде било је развијено грађевинарство, а постоји и дуга традиција занатства.

## Спорт
Спорт у Бечеју има дугу традицију. Друштво бициклиста основано давне 1872. године, а Стрељачко друштво 1878. године. Та спортска друштва нису била слична данашњим, али је њихова величина у томе што су поставили темељ спортској активности која се касније наставља кроз развој великог броја спортова. То су пре свега гимнастика, атлетика, пливање, веслање итд.
У Бечеј је у лето 1911. године донета прва фудбалска лопта, када је почео да се игра фудбал.
Данас у општини делују 32 клуба, од којих се неки налазе и у савезним лигама. Најзначајнијим резултатима и најдужом традицијом у лигашком такмичењу издвајају се ватерполисти, фудбалери, тенисери, кошаркашице, кошаркаши и рукометаши. Бечеј је познат по великом успеху ватерполо клуба Бечеј који је 2000. године био победник на турниру фајнал фора који је одржан у Бечеју и тиме су ватерполисти Бечеја постали прваци Европе. ФК Бечеј је 1994. године био члан прве савезне лиге.
У оквиру Аеро-клуба „Бечеј“ делује змајарска секција чији су чланови постигли најбоље резултате у овом атрактивном спорту на простору Државне заједнице СЦГ. На девет одржаних Државних првенстава освојили су пет првих места, једном били други и два пута трећи. Најтрофејнији змајар СЦГ је Душан Захар који је четири пута узастопно био првак СЦГ, једном био други и два пута трећи. Прво место је освојио и Ђурић Радомир. Они су били и једини учесници из СР Југославије на Првим светским ваздухопловним играма које су одржане у Турској 1997. године и заузели 12. место.
Посебно значајан за развитак спорта је Омладински спортски центар у Бечеју, где се највише и одвија спортски живот.

## Туризам
Значајно богатство овог града представљају термалне воде. Захваљујући њима у Бечеју од 1904. године постоји Градско купатило, данас Јодна бања. У њеној непосредној близини налази се Омладински спортски центар са затвореним и отвореним олимпијским базеном, Горански парк и расадник и бивши хотел "Бела лађа" који заједно чине изузетан комплекс за посетиоце у непосредној близини излетишта на Тиси.
На удаљености од око 12 километара од Бечеја у правцу пута Бечеј—Бачка Топола налази се дворац који је двадесетих година 20. века изградио познати велепоседник Богдан Дунђерски. Данас је он преуређен у хотел "Фантаст" високе Б категорије. У непосредној близини се налази и капела. Иконостас на капели, фреске на зиду и мозаик над улазом је дело академског сликара Уроша Предића. Читав комплекс се налази у саставу ПИК Бечеј. Ту се налази и позната ергела чије услуге туристи могу користити. Изванредни су и терени за ловни туризам.
Територијом општине протиче река Тиса, а ту је и Велики бачки канал, Бељанска бара као и низ мањих канала богатих рибом што све омогућава велики извор за љубитеље риболова. „Рибњак Бечеј“, који се налази између Бечеја и Бачког Градишта, пружа добре терене за спортски риболов, а у његовом саставу налази се рибљи ресторан.
- Рибњак Бечеј
- Рибњак Бечеј
- Рибњак Бечеј
- Тиса у Бечеју
- Канал у Бечеју
- Градски парк

## Познати Бечејци
- Севастијан Илић, архимандрит
- Порфирије Перић, патријарх српски
- Бранка Веселиновић, српска глумица
- Александар Поповић, први српски геолог
- Стеван В. Поповић, велики српски културни прегалник, издавач календара, часописа и књига, управник Текелијанума у Будимпешти, члан Угарског парламента
- Богдан Дунђерски, велепоседник
- Стеван Милованов, професор, писац
- Јаника Балаж, музичар који је одрастао у Бечеју
- Мор Тан, сликар
- Милош Шарчев, професионални бодибилдер
- Чаба Силађи, пливач
- Чедомир Бугарски, рукометаш